# Eugenia Umińska
Eugenia Umińska-Goldi (Varsòvia, 4 d'octubre, 1910 - Cracòvia, 20 de novembre, 1980), fou una violinista polonesa.

## Biografia
Infància i educació

Va néixer a la família de Teodor Piotr Józef Umiński (1875–1944) i Stanisława, de soltera Czeczott (1869–1928)[3]. Va començar a aprendre a tocar el violí als 4 anys. Als deu anys, va ingressar al Conservatori de Varsòvia a la classe de Józef Jarzębski. El 1926, va aprovar els exàmens de batxillerat al Gimnàs Klementyna. Un any més tard, va rebre un diploma amb matrícula d'honor del Conservatori de Varsòvia. Va començar a treballar a l'Orquestra de la Ràdio Polonesa i com a primera violinista del Quartet de la Societat Musical de Varsòvia. Entre els anys 1928 i 1932 va estudiar a l'estranger com a becària del Ministeri de Confessions Religioses i Educació Pública amb Ottokar Ševčík a Txecoslovàquia, i després com a becària de la Ràdio Polonesa amb George Enescu a París.

## Inicis de la seva carrera
Entre els anys 1932 i 1934 va ser la concertino de l'Orquestra de la Ràdio Polonesa a Varsòvia. Va ser llavors quan va començar la seva carrera internacional com a solista. Entre els anys 1934 i 1939 va participar en gairebé 100 concerts com a part de les activitats de l'Organització del Moviment Musical a la Societat Editorial de Música Polonesa "ORMUZ".

## Guerra
Fins a l'esclat de la Segona Guerra Mundial va actuar amb orquestres simfòniques a gairebé tots els països europeus. Ha col·laborat amb músics com: Karol Szymanowski, Grzegorz Fitelberg, Artur Rodziński, Walerian Bierdiajew, Clemens Krauss, Zygmunt Latoszewski, Zygmunt Dygat, Witold Małcużyński, Jerzy Lefeld, Ivor Newton, Maria Wiłchylesowski,-Jan Wiłchyński, Hoffman, Bolesław Woytowicz, Irena Dubiska, Kazimierz Wiłkomirski, Zofia Adamsk.
Va passar la guerra i l'ocupació a Varsòvia. Va actuar durant tres anys amb Kazimierz i Maria Wiłkomirski al Trio Wiłkomirski al SiM i al denominat Cafè Woytowicz. El 1941 es va formar el Quartet Umińska, format per E. Umińska, Henryk Trzonek, Kazimierz Wiłkomirski i Roman Padlewski. El 1943, durant un concert clandestí, va interpretar, juntament amb Irena Dubiska, la Suite per a dos violins de Grażyna Bacewicz. El 21 de maig del mateix any, el Quartet Umińska va estrenar el Quartet de corda núm. 2 de Bacewicz al Cafè Woytowicz. Ambdues peces van ser compostes el mateix any. Fins i tot abans, al mateix lloc i amb la mateixa formació, va tenir lloc l'estrena del Quartet núm. 2' de Roman Padlewski.
Després de negar-se a tocar per als alemanys el novembre de 1943, es va amagar i va abandonar breument Varsòvia. Durant aquest temps va fer diverses transcripcions per a violí, incloent-hi 5 masurques de Karol Szymanowski, que es van perdre durant l'Insurrecció de Varsòvia. Després de tornar a Varsòvia, va rebre entrenament per als serveis de suport mèdic de l'Exèrcit Nacional. L'onzè dia de la Revolta, va ser capturada, però va escapar d'un transport prop de Pruszków. Fins al final de la guerra, va viure amb amics prop d'Ostrowiec Świętokrzyski.
Durant la guerra, es va casar amb Stefan Adam Tarnowski (1903–1976). El 1945 va néixer la seva filla Marta Helena Joanna, la futura esposa de Paweł Taranczewski.

## Després de la guerra
El maig de 1945 es va traslladar a Cracòvia. Va esdevenir professora i rectora de l'Escola Superior Estatal de Música de Cracòvia (1964–1966). També va ensenyar a l'Escola Primària de Música i a l'Escola Superior de Música de Cracòvia. Entre les seves alumnes hi havia Ewa Szubra-Jargoń, Jadwiga Kaliszewska, Kaja Danczowska, Teresa Głąbówna, Irena Bizoń, i entre els seus alumnes hi havia Zdzisław Polonek, Roman Reiner, Wiesław Kwaśny i Robert Kabara. Va oferir concerts a Polònia i a l'estranger com a solista i en conjunts de cambra. Va ser editora de més de 100 obres de literatura per a violí i de l'Edició Nacional de les "Obres Completes" de Karol Szymanowski a l'Editorial de Música Polonesa de Cracòvia. Va ser membre del Comitè Editorial de PWM, la Societat Henryk Wieniawski i l'Associació d'Artistes Musicals Polonesos. Ha estat guardonada amb molts premis i distincions. Avaluant la seva interpretació, Zygmunt Mycielski va escriure el 1961: 
| « | "La seva interpretació és una experiència artística no només perquè la seva interpretació és sòlida, sinó també perquè sentim aquesta experiència artística dins d'ella. Creiem que la seva interpretació no és només el resultat del treball i la consideració de l'obra que s'interpreta, sinó que també és una experiència escènica, el resultat de la seva responsabilitat i de l'emoció que un artista ha de sentir quan es troba davant d'un públic". | » |

## Va ser jurat en concursos internacionals de violí
- "Praskie Jaro" a Praga – 1949, 1973;
- Marguerite Long i Jacques Thibaud – 1960, 1962, 1963;
- Jean Sibelius a Hèlsinki – 1965, 1970;
- Niccolo Paganini a Gènova – 1973;
- Joseph Szigeti a Budapest – 1973;
- Vianna da Motta a Lisboa – 1973;
- Elisabet reina Isabel de Bèlgica a Brussel·les – 1971, 1976;
- Wieniawski a Poznań – violí: 1952, 1957, 1962, 1967, 1972; violinista: 1962, 1967.

Va ser enterrada al cementiri de Rakowicki (secció AA-wsch-8).

## Encàrrecs i decoracions
- Ordre de la Bandera del Treball, 1a classe (1959)[9]
- Ordre de la Bandera del Treball, 2a classe (22 de juliol de 1949)[10]

## Premis
- Premi Estatal, 2a classe per tota l'activitat artística (1955)[11]
- Premi de la Ciutat de Cracòvia (1960)[12]